# Instytut Polski w Madrycie
Instytut Polski w Madrycie (hisz. Instituto Polaco de Cultura en Madrid) – polska placówka kulturalna w stolicy Hiszpanii podlegająca Ministerstwu Spraw Zagranicznych RP.
Instytut został założony w 2008 na podstawie polsko-hiszpańskiej umowy z 2005. Głównym jego zadaniem jest wypełnianie zadań z zakresu dyplomacji publicznej, tj. utrzymywanie dobrych stosunków społecznych, naukowych i kulturalnych między Polską a Hiszpanią. Instytut organizuje wystawy, koncerty, pokazy filmów, promocje książek, przekłady książek, koordynuje wymianę naukową i kulturową. Celem Instytutu jest poszerzanie wiedzy na temat Polski: kultury, sztuki, nauki, historii, gospodarki, polityki, socjologii.

## Dyrektorzy
- 2008–31 grudnia 2011 – Joanna Karasek
- 2012–2014 – Cezary Kruk
- 2014–2017 – Dorota Barys
- 2017–2022 – Mirosława Kubas-Paradowska
- 1 lutego 2022 – wrzesień 2023 – Gabriela Słowińska[5]
- wrzesień 2023 – 2024 – Magdalena Majda (p.o.)[6]
- od 2024 – Maria Ślebioda[7]